# Oberea phungi
Oberea phungi là một loài bọ cánh cứng trong họ Cerambycidae.